# Zamek Vranov nad Izerą
Zamek Vranov (cz. Hrad Vranov) – zabytkowy zamek w pobliżu miasta Malá Skála (Czechy).
Ruiny zamku położone na krańcu skalnego i stromego urwiska nad prawym brzegiem Izery w Czeskim Raju.
Obiekt wybudowany na początku trwania wojen husyckich (1419–1436) przez Heníka von Wallensteina. W XVI w. właściciele majątku wybudowali w dolinie rezydencję (Zamek Malá Skála), co przyczyniło się do jego ruiny. Obecny wygląd przypada na lata 1803–1826. Ówczesny właściciel, František Zachariáš Römisch, przekształcił resztki zamku w romantyczny panteon z nowym, nieukończonym pałacem letnim z 1826 zbudowanym w formie kaplicy, zawierającej portrety rodzinne, z dużą ilością pamiątkowych inskrypcji i pomników upamiętniających sławne osoby i bohaterów.

## Zobacz
- Zamek we Vranovie nad Dyjí
- Twierdza Vranov(inne języki)